# Arrow Rock Festival
Arrow Rock Festival es un festival de rock anual llevado a cabo en Holanda. El festival está especializado principalmente en bandas de rock clásico. El festival se desarrolló en la ciudad de Lichtenvoorde hasta 2007, cuando se trasladó a Biddinghuizen. En el 2009 fue cancelado debido a dificultades con la alineación. En el 2010 también fue cancelado debido a que Aerosmith organizó su propio evento en Goffertpark.

## Alineaciones

### 2003
- Deep Purple
- Lynyrd Skynyrd
- Status Quo
- Uriah Heep
- L.A. Doors
- Wishbone Ash
- Manfred Mann's Earth Band
- Budgie
- Y&T
- Thin Lizzy

### 2004
- Alice Cooper
- Paul Rodgers
- Blaze of Glory
- Blue Öyster Cult
- Brothers in Arms
- Caravan
- Eric Burdon & The Animals
- Fish
- G3 con Joe Satriani, Steve Vai & Robert Fripp
- Golden Earring
- Heart
- Iron Butterfly
- Judas Priest
- Montrose
- Motörhead
- Plaeto
- Queensrÿche
- Saga
- Scorpions
- Symphony X
- Ten Years After
- The Godz
- The Quill
- UFO
- Y&T
- Yes

### 2005
- Little River Band
- Styx
- Kansas
- Crosby, Stills & Nash
- Meat Loaf
- Thunder
- Glenn Hughes
- Survivor
- Lou Gramm
- Dream Theater

### 2006
- SQY Rockin' Team
- Clearwater
- Wishbone Ash
- Bintangs
- John Waite
- Uriah Heep
- George Thorogood & The Destroyers
- Journey
- Blackfoot
- Ted Nugent
- Whitesnake
- Status Quo
- Deep Purple
- Riverside
- Pavlov's Dog
- Dio
- Queensrÿche
- Porcupine Tree
- Ray Davies
- Def Leppard
- Roger Waters

### 2007
- Aerosmith
- Toto
- Riders On The Storm
- Scorpions
- INXS
- The Australian Pink Floyd Show
- Steve Vai
- Thin Lizzy
- Tesla
- Europe
- Roger Hodgson
- Outlaws

### 2008
- Kiss
- Whitesnake
- Def Leppard
- Journey
- REO Speedwagon
- Motörhead
- Twisted Sister
- Kansas
- Gotthard